# Isopterygium jamesii
Isopterygium jamesii là một loài Rêu trong họ Hypnaceae. Loài này được (Sull.) A. Jaeger mô tả khoa học đầu tiên năm 1878.